# Česká Ves bazén
Česká Ves bazén je železniční zastávka v České Vsi v okrese Jeseník. Leží v km 40,303 neelektrizované jednokolejné železniční trati Šumperk–Krnov mezi stanicemi Jeseník a Písečná. Obsluhují ji pravidelné osobní a spěšné vlaky Českých drah (ČD) ve směru Jeseník (a Lipová Lázně) nebo Krnov, případně Zlaté Hory. Název zastávky je odvozen od nedalekého krytého bazénu, který je jedinou krytou „pětadvacítkou“ na Jesenicku.

## Historie
První myšlenky na zbudování trati se objevily v roce 1862. V roce 1885 získala koncesi ke stavbě železnice z Hanušovic přes Ramzovské sedlo, Jeseník a Mikulovice až do Głuchołaz Rakouská společnost místních drah (ÖLEG). Výkopové práce v úseku Dolní Lipová (dnešní Lipová Lázně) – Mikulovice byly zahájeny 3. listopadu 1886. Úsek železniční trati až do Głuchołaz byl uveden do provozu 26. února 1888.
Samotnou zastávku Česká Ves bazén obec vybudovala na přelomu let 2000 a 2001. Cílem bylo mimo jiné přilákat více turistů, kteří by navštívili bazén a tím pádem i obec. Zastávka byla zprovozněna 24. března 2001 s provizorním jízdním řádem. V roce 2018 proběhla rekonstrukce osvětlení zastávky za téměř 1 milion korun.

## Poloha
Zastávka leží asi 300 m severně od českoveského bazénu. U zastávky ve směru na Jeseník trať kříží místní komunikaci. Jedná se o železniční přejezd P4312 označený výstražnými kříži.
Několik desítek metrů po trati ve směru na Písečnou (v km 40,471) se od železniční trati odděluje vlečka do bývalých drátoven s kusou kolejí a přístřeškem. V současnosti provozuje vlečku firma Řetězárna a.s.

## Popis
Zastávka je zařazena do Integrovaného dopravního systému Olomouckého kraje. Skládá se z jediného nástupiště s dřevěnou čekárnou pro cestující. Vstup na nástupiště je bezbariérově přístupný, ale samotné nástupiště není v normové výšce. Na místě není možné zakoupit jízdenku a k odbavení cestujících dochází ve vlaku.